# عقوبات سالبة للحرية
العقوبات السالبة للحرية هي كل عقوبة يقضي بها القضاء في حق المتهم، ويترتب عليها مباشرة حرمان المحكوم عليه من حريته في الحدود التي يفرضها تنفيذ العقوبة. تمثل إحدى أبرز العقوبات الجنائية في العصر الحديث. بعد أن كانت أغلب العقوبات قديما تركز على الإيلام الجسدي للمجرم كالتعذيب والإعدامات. ان سلب الحرية كأبرز أحد وسائل العقاب، يعتبر نسبيا حديثا في القانون الجنائي فهو لم يكن مألوفا في الشرائع القديمة، واقتصر النزول بالسجن كإجراء يتخذ للتحفظ على المتهم قبل الحكم عليه. ولم يتم العمل بمفهوم سلب الحرية عامة كوسائل للعقاب الا في القرن السابع عشر. وبسبب قسوة العقوبات وعدم إعطاءها لنتيجة واعدة للإصلاح والردع في المجتمع التي كان يقررها التشريع القديم، فقد ولدت فكرة سلب الحرية كبديل لعقاب الجرائم التي تكون على قدر من الخطورة. وتتفق جل العقوبات السالبة للحرية بينها على أنها تقوم أساسا على تقييد الحرية، ولكنها تختلف فيما بينها في كيفية تنفيذها وفيما يرتبه القانون على الحكم بها من اثار.

## أنواع العقوبات
- السجن: عقوبة السجن هي سلب الحرية الشخصية لفترة معينة من الزمن وتنفذ فيي أماكن خاصة معدة لهذا الغرض. وتكون العقوبة السجنية عادة دائمة أو مؤقتة بمعنى أن تكون مدى الحياة أو لفترة زمنية تحددها الجهة القاضية بها.
- الحبس: عقوبة الحبس هي وضع المحكوم عليه في السجن المدة المحكوم بها عليه. وعقوبة الحبس بهذا المعنى كعقوبة السجن. الا ان هذه الأخيرة تتميز عن الأولى فقط بان معاملة المحكوم عليه بها أشد من معاملة المحكوم عليه بالحبس. ولذلك نجد ان البعض يميل إلى توحيد العقوبات المانعة من الحرية وهي السجن والحبس في عقوبة واحدة، وهو اتجاه سليم بدون شك، بل هو الواقع عملا.